# おこしやす
『おこしやす』は、久保田順子による日本の4コマ漫画作品。既刊3巻。芳文社の『まんがタイムファミリー』にて、2004年10月号から2009年11月号まで連載されていた。
京都の大学生たちを主人公に、京都独特の文化を紹介した日常コメディ。作者はこの作品以降、京都ものをメインに執筆活動を行うようになる。

## 主なキャラクター
紺野ゆいな
由緒正しい呉服屋のお嬢様で、黒髪ロングの和風美人。クラシックな京言葉を話す。日常的に和服を着用するが、洋服を着ていることもよくある。ちょっと天然。髪の毛がもの凄く丈夫。
あこ
名字不明。ゆいなの幼馴染の茶髪の娘。年齢は一歳上だが、言葉遣いは対等。関西共通語に近い言葉で話す。ゆいなと正反対の、洋風の美人。
矢野銀二
大学入学を機に京都に引っ越してきた好青年。ゆいなやあこと仲が良い。ゆいなに好意を持っているが、本人には全く気付かれていない。関西人ではないため、標準語で話す。

## 単行本
まんがタイムコミックスより刊行。当作品に加え、『京都見て歩記』（まんがタイムファミリーに掲載されたエッセイ漫画）が収録されている。
1. 2007年4月21日発売 ISBN 978-4-8322-6534-9
2. 2007年9月21日発売 ISBN 978-4-8322-6571-4
3. 2008年12月21日発売 ISBN 978-4-8322-6697-1